# Michaił Maslin
Michaił Aleksandrowicz Maslin (ros. Михаил Александрович Маслин; ur. 16 lipca 1947 w Moskwie, zm. 20 czerwca 2025) – radziecki i rosyjski historyk filozofii, bardzo ceniony przez Andrzeja Walickiego i  uhonorowany tytułem „Zasłużony Profesor Uniwersytetu Moskiewskiego”, gdzie od 1992 pełnił funkcję kierownika katedry historii filozofii rosyjskiej.

## Życiorys
Wykładał filozofię rosyjską na Uniwersytecie Stanu Ohio, Uniwersytecie w Würzburgu i Pekińskim Uniwersytecie Pedagogicznym. Pod ogólną redakcją Michaiła Maslina wydano encyklopedię „Filozofia Rosyjska”, która w 2009 roku została przetłumaczona na język serbski i opublikowana w wydawnictwie Logos. Był synem Aleksandra Maslina. Podejście filozoficzne Maslina kształtowało się zresztą w znacznej mierze pod wpływem Andrzeja Walickiego.

## Wybrane publikacje
Artykuły w czasopismach naukowych
- Михаил Александрович Маслин. Кафедра истории русской философии: очерк развития. „Wiestnik Moskowskogo uniwersitieta(inne języki)”. 6, s. 3-15, 2013. Moskiewski Uniwersytet Państwowy im. M.W. Łomonosowa. ISSN 0201-7385. (ros.).

Redakcje prac zbiorowych
- История русской философии. Редкол.: М.А. Маслин и др.. Москва: Республика, 2001, seria: Учеб. для вузов. ISBN 5-250-01811-4. (ros.). Brak numerów stron w książce

Polskie przekłady
- M. A. Maslin. Rosja-Wielki Nieznajomy. „Colloquia Communia”. 2 (77), Lipiec-grudzień 2004. Tłum.: Jadwiga Mizińska, Halina Rarot. Wydawnictwo Adam Marszałek. (pol.).brak numeru strony
- Michaił Maslin. Andrzej Walicki jako historyk filozofii rosyjskiej. „Kronos”. 4 (35), 2015.brak numeru strony